# Zircer Zisterzienserkongregation

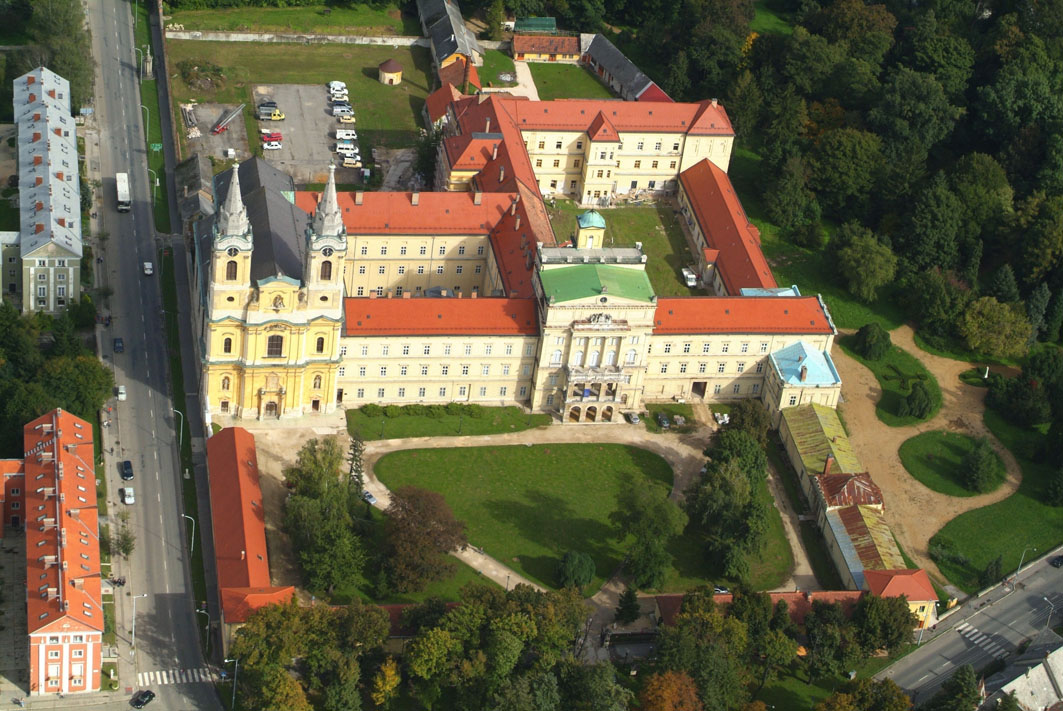
Die Abtei Zirc - das namengebende Stammkloster der Kongregation

Die Zircer Zisterzienserkongregation (früher auch Ungarische Zisterzienserkongregation; lateinisch: Congregatio Zircensis; ungarisch: Ciszterci Rend Zirci Kongregációja) ist ein freiwilliger weltweiter Zusammenschluss, eine monastischer Klosterverband, von mehreren selbstständigen Klöstern des Zisterzienserordens unter Führung eines Mutterklosters, der Abtei Zirc. 
Papst Pius XI. gründete am 27. Januar 1923 die Zircer Zisterzienserkongregation mit der Abtei Zirc, der Abtei von Szentgotthárd und weiteren in Eger, Székesfehérvár, Pécs, Baja, Buda sowie Budapest. 
Von 1947 bis 1977 siedelten sich ungarische Zisterzienser im US-amerikanischen Spring Bank, Wisconsin, an und gründeten dort ein Priorat, ab 1963 Abtei. 1955 wurde ein Priorat in Dallas gegründet, ab 1963 Abtei Our Lady of Dallas. 1996 wurde die Zisterzienserinnen-Abtei Nővérek im ungarischen Kismaros gegründet. Nach der Auflösung der Klöster und Orden in Ungarn am 7. September 1950 konnte die Kongregation erst 1980 neu formiert werden. Heute gehören die Abteien in Zirc, Dallas und Kismaros zur Zircer Zisterzienserkongregation.
Sitz der Kongregation ist die im 12. Jahrhundert entstandene Zisterziensermönchsabtei Zirc im Bakonywald im Komitat Veszprém und nördlich der Stadt Veszprém in Ungarn, am Cuha-Bach.

## Abtpräsides
Seit 1923 ist der Abt von Zirc automatisch auch Abtpräses der Zircer Zisterzienserkongregation (=Praeses natus). 
- Békefi Remig OCist, Präses von 1923 bis 1924
- Adolf Werner OCist, Präses von 1924 bis 1939
- Wendelin Endrédy OCist, Präses von 1939 bis 1981
- Károly Kerekes OCist, Präses von 1987 bis 1996
- Polikárp Zakar OCist, Präses von 1996 bis 2010
- Sixtus Dékány OCist, Präses von 2011 bis 2017
- Bernát Bérczi OCist, Präses seit 2018